# القوة العاشرة (برنامج)
القوة العاشرة، برنامج مسابقات تعتمد أسئلته على الإحصاءات واستطلاعات الرأي وعلى فراسة ومنطق المتسابقين في التوصل إلى إجابة تقريبية. البرنامج هو النسخة العربية من البرنامج الأمريكي "Power of 10" («قوة العشرة»)، البرنامج من اختراع شركة سوني ويوزع من قبل شركة إندمول إنترناشيونال وتو ترفيك واي. وعرض في أكثر من 30 دولة حول العالم.
عرض البرنامج على قناة إم‌ بي‌ سي 1 ما بين 14 تشرين الثاني 2008 إلى 21 يوليو 2009، وقدمه الإعلامي جورج قرداحي. الملفت في هذه المسابقة ضخامة الجائزة المقدمة التي تبلغ 10 ملايين ريال سعودي وهي الأكبر في تاريخ القنوات التلفزيونية العربية. سجلت الحلقات بمدينة الإنتاج الإعلامي في القاهرة.

## طريقة اللعب
في بداية كل حلقة، يعلن جورج قرداحي أسماء المشاركين الإثنين اللذين سيخوضان جولة التصفية حيث يتأهل أحدهما للمرحلة التالية ويحاول الفوز بالجائزة الكبرى. عليهما الإجابة على أسئلة محورها النسب المئوية التقريبية لإحصاءات تتعلق بموضوعات تتعلق بالشارع العربي، كنسبة البطالة، العنوسة، العادات والتقاليد المحلية. وعليهم إعطاء النسبة التي يعتقدون أنها الأقرب للنسبة الحقيقية ولديهم عشرة ثوان للإجابة وتثبيت خيارهم. يقوم بعد ذلك جورج بكشف النسبة الصحيحة. من منهم يجيب على ثلاثة أسئلة بشكل صحيح ينتقل للجولة الثانية.
تتعلق الأسئلة بإحصاءات لموضيع المطروحة في الدول العربية. ولكن يظهر سؤال واحد على الأقل خلال المسيرة يتعلق ببلد المشترك. وهذا ما يميز النسخة العربية عن بقية النسخ حول العالم: أنها تشمل 22 دولة في الاستطلاعات الرأي.
تتألف الجولة الثانية من أربعة أسئلة ولكل سؤال نسبة خطأ مسموح بها بحيث يجب أن تكون الإجابة التي اختارها المتسابق موجودة ضمن حدود هذة النسبة. ويتضاءل هامش الخطأ المسموح به في كل سؤال مع ارتفاع قيمة السؤال. الأسئلة والأرباح هي التالية:
| رقم السؤال | قيمة السؤال    | نسبة الخطأ                | المبلغ الذي يأخذه المشترك إذا أخطئ |
| ---------- | -------------- | ------------------------- | ---------------------------------- |
| 1          | 1.000 ر.س      | 40%                       | 0 ر.س                              |
| 2          | 10.000 ر.س     | 30%                       | 100 ر.س                            |
| 3          | 100.000 ر.س    | 20%                       | 1.000 ر.س                          |
| 4          | 1.000.000 ر.س  | 10%                       | 10.000 ر.س                         |
| 5          | 10.000.000 ر.س | النسبة الصحيحة مئة بالمئة | 100.000 ر.س                        |

في حال أجاب المتسابق على السؤال الرابع بشكل صحيح، لا يتم كشف النسبة الفعلية لأن السؤال نفسه هو أيضاً للعشر ملايين ولكن هنا على المتسابق إعطاء النسبة بشكل دقيق، على أن يكون الرقم صحيحاً مئة في المئة.

## المساعدات المتوفرة
المساعدات المتوفرة للمتسابق ابتداء من الجولة الثانية هي:
- استشارة المرافق: الذي يكون جالساً أمامه ويستطيعان الكلام والنقاش مع بعضهما.
- رأي الجمهور: الموجود في الإستوديو الذي يصوت عبر أجهزة إلكترونية على كل سؤال وتظهر للمتسابق إجابة الجمهور الحاضر على شاشة عملاقة على شكل مخطط استبيان. كما يساعد الجمهور أيضاً من خلال الصراخ طوال الحلقة، حيث يقولون «أكثر» أو «أقل» للنسبة المطروحة.

## اختيار المشتركين
وتم اختيار المتشتركين عن طريق المقابلات الشخصية التي أجريت في معظم العواصم العربية، وذلك يهدف لانتقاء شخصيات من الوطن العربي على مستوى عال الثقافة مهتمة بمجريات الأحداث في بلده وبقية الدول العربية مما يساعد في التفكير للإجابة عن أسئلة البرنامج.

## الإحصائيات
يتم إعدا أسئلة البرنامج وجمعها من قبل «مؤسسة إيبسوس العالمية ايبسوس» للإحصاءات التي قامت بإعداد البيانات الإحصائية، وكذلك رافقها تحضيرات وتجهيزات تقنية ضخمة الإنتاج وبإشراف فريق عمل أجنبي تابع لشركة سوني.

## الفائزون في البرنامج
لم يفز أحد بالعشرة ملايين. ولكن ثلاثة أشخاص فازوا بمبلغ المليون ريال سعودي وهم:
- فيصل الفردوس وسيط أسهم دولية من المملكة العربية السعودية، 4 نوفمبر 2008
- مها زغيب خريجة فنون مسرحية من لبنان، 30 ديسمبر 2008
- بندر البغدادي موظف في القطاع الخاص من المملكة العربية السعودية، 21 أبريل 2009..

## النسخ العالمية
النسخة العربية هي واحدة من نسخ البرنامج التي انتشرت في كافة انحاء العالم بعد انطلاق النسخة الأولى في الولايات المتحدة
| اسم الدولة      | اسم البرنامج                                          | مقدم البرنامج            | الشبكة التلفزيونية                 | الجائزة                 | الجائزة بالدولار$ | انطلاق البرنامج                 |
| --------------- | ----------------------------------------------------- | ------------------------ | ---------------------------------- | ----------------------- | ----------------- | ------------------------------- |
| الوطن العربي    | القوة العاشرة El Kuwa El Ashira                       | جورج قرداحي              | إم‌ بي‌ سي 1                         | SR10,000,000            | US$2,664,346      | October 14, 2008- July 21, 2009 |
| أرمينيا         | 10-Ի ՈՒԺԸ Tasi Uje                                    | Avet Barseghyan          | Shant TV                           | դր.10,000,000           | US$27,700         | 2008                            |
| أستراليا        | Power of 10 ‏                                          | Steven Jacobs            | ناين نتورك                         | دولار أسترالي1,000,000  | US$828,593        | April 2008                      |
| البرازيل        | Jogo dos 10 aired as a segment of Domingão do Faustão | Fausto Silva             | قناة غلوبو                         | ريال برازيلي500,000     | US$291,886        | May 2008                        |
| بلغاريا         | Всичко по 10 Vsichko po Deset                         | Ivo Andreev              | NOVA                               | лв500,000               | US$349,000        | 2007                            |
| تشيلي           | El Poder del 10                                       | Julián Elfenbein         | تشيليفزيون                         | CL$100,000,000          | US$183,000        | April 22, 2008                  |
| كولومبيا        | El Poder del 10                                       | Diego Trujillo           | تلفزيون آر سي إن                   | CO$1,000,000,000        | US$474,441        | February 4, 2008                |
| الصين           | 十倍钱进 Shi Bei Qian Jin                             | He Haopeng               | Guangdong TV                       | CN¥1,000,000            | US$146,000        | March 1, 2009                   |
| الدنمارك        | Gi' mig 5                                             | Hans Pilgaard            | TV 2 ‏                              | كرونة دنماركية5,000,000 | US$977,523        | Unknown                         |
| فنلندا          | Power of 10                                           | Janne Kataja             | MTV3                               | يورو100,000             | US$140,000        | January 2, 2009                 |
| فرنسا           | Jouez pour 5 fois plus                                | جان بيير فوكو ‏           | تي أف 1                            | يورو1,000,000           | US$1,459,204      | February 2008                   |
| ألمانيا         | Power of 10                                           | ديرك باش                 | VOX                                | يورو1,000,000           | US$1,459,204      | April 21, 2008                  |
| اليونان         | Power of 10                                           | Konstantinos Markoulakis | قناة ميغا ‏                         | يورو1,000,000           | US$1,459,204      | October 2007                    |
| الهند           | Dus Ka dum ‏                                           | سلمان خان                | Sony                               | روبية100,000,000        | US$2,151,463      | June 6, 2008                    |
| إسرائيل         | תוצאות האמת Totsot Ha-Emet                            | Guri Elfi                | القناة الثانية الإسرائيلية (ريشيت) | ₪10,000,000             | US$2,905,700      | January 2008                    |
| المكسيك         | El Poder del 10                                       | Omar Germenos            | Azteca 13                          | بيزو مكسيكي1,000,000    | US$75,600         | May 11, 2008                    |
| النرويج         | Power of 10                                           | Hallvard Flatland        | TVNorge                            | كرونة نروجية10,000,000  | US$1,560,000      | August 31, 2008                 |
| فلبين           | Power of 10                                           | Janno Gibbs              | جي إم أي الشبكة                    | ₱10,000,000             | US$208,000        | 2008–2009                       |
| بولندا          | Strzał w 10                                           | Cezary Pazura            | بولسات                             | زلوتي بولندي1,000,000   | US$434,775        | March 29, 2008                  |
| روسيا           | Магия 10 Десяти Magiya desyati                        | فيرا بريجنيفا            | القناة الأولى الروسية              | روبل روسي10,000,000     | US$399,016        | January 7, 2008                 |
| جنوب أفريقيا    | Power of 10                                           | Mark Pilgrim ‏            | M-Net                              | R10,000,000             | US$1,230,203      | August 2008                     |
| إسبانيا         | Energía de 10                                         | TBA                      | Antena 3                           | يورو10,000,000          | US$15,020,000     | Planned                         |
| السويد          | Power of 10                                           | Mikael Tornving          | Kanal 5 ‏                           | Kr1,000,000             | US$146,466        | spring 2008                     |
| المملكة المتحدة | Power of 5                                            | Maria Rice Mundy         | التلفزيون المستقل                  | £5,000,000              | US$9,196,708      | been commissioned               |
| أوكرانيا        | 100% Украина 100% Ukraina                             | Anna Bezulyk             | 1+1                                | ₴1,000,000              | US$131,000        | September 5, 2008               |
| فنزويلا         | El poder de Ganar                                     | Leonardo Villalobos      | فنزفزيون                           | بوليفار فنزويلي 400,000 | US$186,000        | September 18, 2008              |
| فيتنام          | Quyền năng số 10                                      | Minh Béo                 | HTV                                | Đ 100,000,000           | US$5,555          | May 19, 2008 - June 14, 2010    |

## وصلات خارجية
- القوة العاشرة على موقع IMDb (الإنجليزية)
- القوة العاشرة على موقع قاعدة بيانات الفيلم (الإنجليزية)
- صفحة البرنامج على موقع الأم بي سي1